# بيلا
بيلا، مدينة مصرية تقع في أقصى شمال مصر، وتتبع محافظة كفر الشيخ إدراياً، والمدينة عاصمة مركز بيلا.

## التاريخ
مدينة بيلا من البلاد القديمة، حيث وردت باسم «بيولا» في أعمال الغربية ضمن قرى الروك الصلاحي التي أحصاها ابن مماتي في كتاب قوانين الدواوين، كما وردت باسم «بيولا» في أعمال الغربية ضمن قرى الروك الناصري التي أحصاها ابن الجيعان في كتاب «التحفة السنية بأسماء البلاد المصرية». وفي العصر العثماني وردت باسم «بيولا» في التربيع العثماني الذي أجراه الوالي العثماني سليمان باشا الخادم في عصر السلطان العثماني سليمان القانوني ضمن قرى ولاية الغربية، وفي تاريخ 1228هـ/1813م الذي عدّ قرى مصر بعد المسح الذي قام به محمد علي باشا باسم «بيلا» ضمن قرى مديرية الغربية.

## السكان
حسب التعداد السكاني لعام 2006، بلغ إجمالي سكان مدينة بيلا 67,211 نسمة، منهم 33,320 ذكر و33,891 أنثى.

## التقسيم الإداري
مدينة بيلا عاصمة المركز، ويضم المركز 4 قرى رئيسية و10 قرى توابع و222 عزبة.
- أبشان: العالمية، كوم الحجنة، دار السلام، البياض
- الكوم الطويل: الكراكات، عمارة، الكشكوة، الوقف، الخمسين، المحضى، القواسم، الناصرية
- كفر الجرايدة: الشطوط، كفر قتة، كفر العجمي، الحوة
- أبو بدوي: حاذق، الهمة، أبو مرزوق